# Насірабад (Хондаб)
Насірабад (перс. نصيراباد) — село в Ірані, у дегестані Дегчаль, у Центральному бахші, шагрестані Хондаб остану Марказі. За даними перепису 2006 року, його населення становило 428 осіб, що проживали у складі 84 сімей.

## Клімат
Середня річна температура становить 12,28 °C, середня максимальна – 31,89 °C, а середня мінімальна – -10,32 °C. Середня річна кількість опадів – 283 мм.
| Клімат поселення                              | Клімат поселення | Клімат поселення | Клімат поселення | Клімат поселення | Клімат поселення | Клімат поселення | Клімат поселення | Клімат поселення | Клімат поселення | Клімат поселення | Клімат поселення | Клімат поселення | Клімат поселення |
| Показник                                      | Січ.             | Лют.             | Бер.             | Квіт.            | Трав.            | Черв.            | Лип.             | Серп.            | Вер.             | Жовт.            | Лист.            | Груд.            |                  |
| Середній максимум, °C                         | 7,54             | 10,13            | 14,53            | 19,54            | 24,09            | 30,54            | 31,89            | 30,98            | 26,05            | 20,81            | 14,33            | 8,42             |                  |
| Середня температура, °C                       | −1,39            | 1,21             | 5,60             | 10,61            | 15,15            | 21,61            | 25,57            | 24,67            | 19,72            | 14,49            | 8,00             | 2,10             |                  |
| Середній мінімум, °C                          | −10,32           | −7,72            | −3,33            | 1,68             | 6,23             | 12,70            | 19,24            | 18,34            | 13,39            | 8,15             | 1,68             | −4,22            |                  |
| Норма опадів, мм                              | 45               | 34               | 48               | 39               | 36               | 8                | 0                | 1                | 1                | 7                | 24               | 40               |                  |
| Середньомісячна швидкість вітру, м/с          | 2.12             | 2.06             | 3.01             | 3.22             | 2.72             | 2.62             | 2.69             | 2.57             | 2.38             | 2.29             | 2.00             | 1.49             |                  |
| Середньомісячна сонячна радіація, кДж/м²·день | 8742             | 12070            | 14551            | 17999            | 22211            | 26902            | 25952            | 23964            | 20746            | 15215            | 10787            | 8764             |                  |
| --------------------------------------------- | ---------------- | ---------------- | ---------------- | ---------------- | ---------------- | ---------------- | ---------------- | ---------------- | ---------------- | ---------------- | ---------------- | ---------------- | ---------------- |
| Джерело:                                      |                  |                  |                  |                  |                  |                  |                  |                  |                  |                  |                  |                  |                  |